# Robert Pattinson
Robert Douglas Thomas Pattinson (Londra, 13 maggio 1986) è un attore britannico.

Firma di Robert Pattinson

Ha iniziato la sua carriera cinematografica interpretando Cedric Diggory nel film Harry Potter e il calice di fuoco (2005). Nel 2008 è stato scelto per interpretare il vampiro Edward Cullen nella saga cinematografica di Twilight, trasposizione dell'omonima serie letteraria, composti da cinque film tra il 2008 e il 2012, che hanno guadagnato un totale complessivo di oltre 3,3 miliardi di dollari in tutto il mondo, ruolo che ha portato Pattinson alla fama mondiale e lo ha inserito tra gli attori più pagati al mondo.
Dopo aver recitato nei drammatici Remember Me (2010) e Come l'acqua per gli elefanti (2011), Pattinson ha evitato ruoli in film ad alto budget a favore di produzioni indipendenti guidate da autori, che gli sono valse il plauso della critica. Ha infatti recitato in Cosmopolis (2012) e in Maps to the Stars (2014), entrambi diretti da David Cronenberg, in Civiltà perduta (2016) di James Gray, Good Time (2017) dei fratelli Josh e Benny Safdie, High Life (2018) di Claire Denis, The Lighthouse (2019) di Robert Eggers, Le strade del male (2020) di Antonio Campos. Queste prove attoriali gli hanno permesso di ritornare alle grandi produzioni cinematografiche, in film come Tenet (2020) di Christopher Nolan e con il ruolo di Bruce Wayne in The Batman (2022) di Matt Reeves.

## Biografia
Robert Pattinson è nato a Londra, nel quartiere di Barnes, dove è cresciuto con i genitori. Figlio di Claire e Richard Pattinson (rispettivamente dirigente per un'agenzia di modelli e importatore d'auto d'epoca) ha frequentato la Harrodian Private School a Londra. È versato nella musica (sa suonare sia il pianoforte sia la chitarra) e a 15 anni ha anche fatto il modello. Ha due sorelle: Victoria ed Elizabeth, la seconda è conosciuta anche come Lizzy.

### Teatro
La sua carriera inizia come attore di teatro all'età di quindici anni. Prende parte alle interpretazioni teatrali del Barnes Theatre Company di Londra, partecipando a rappresentazioni del Macbeth di William Shakespeare e ad altre rappresentazioni come Anything Goes e Piccola città. Prende parte con un ruolo marginale nel musical Bulli e Pupe dove viene notato dal regista che gli affida successivamente il ruolo del protagonista nella produzione di Tess dei d'Urberville, tratto da un romanzo di Thomas Hardy. Questa sua interpretazione cattura l'attenzione di un agente e comincia a ottenere ruoli professionali.

### Cinema

#### Gli inizi

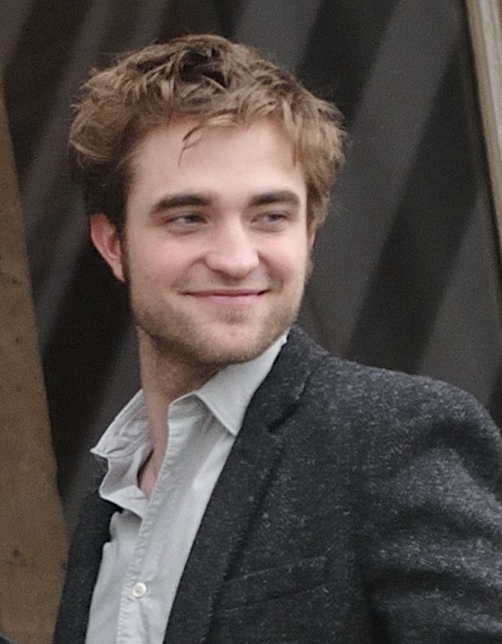
Robert Pattinson a Parigi per la prima di The Twilight Saga: New Moon (2009)

Nel 2004, ottenne una parte rilevante nel fantasy per la TV diretto da Uli Edel La saga dei Nibelunghi, dove interpretò il Principe Giselher. Nello stesso anno, la regista Mira Nair lo scelse per un piccolo ruolo di Rawdy Crawley nella pellicola La fiera delle vanità. Le scene in cui Pattinson apparse verranno poi eliminate nel montaggio finale, ma saranno incluse nella versione uscita in DVD. Nel 2005 interpretò Cedric Diggory nel quarto capitolo della saga di Harry Potter in Harry Potter e il calice di fuoco.
Nel 2006 ottiene il ruolo del protagonista nel film TV The Haunted Airman, diretto da Chris Durlacher. Pattinson interpreta il ruolo di un giovane pilota della seconda guerra mondiale rimasto vittima di un abbattimento, nel quale perderà l'uso delle gambe. Sempre nel 2007, viene scelto come co-protagonista nella produzione indipendente The Bad Mother's Handbook, dove interpreta un nerd. Nel luglio dello stesso anno, dopo un lungo casting, viene scelto come protagonista di Twilight, diretto da Catherine Hardwicke, dove interpreta il ruolo del vampiro Edward Cullen.
Il 2008 è un anno carico di impegni per l'attore inglese: viene ingaggiato come protagonista nel film indipendente Come solo tu sei, diretto da Oliver Irving. Partecipa inoltre al progetto diretto dall'inglese Daisy Gili "The Summer House". Sempre nel 2008 interpreta Salvador Dalí in Little Ashes, film diretto da Paul Morrison, che tratta della relazione tra il pittore e il poeta Federico García Lorca. Nel 2009, l'attore prende parte al sequel della saga di Twilight, The Twilight Saga: New Moon diretto da Chris Weitz.
Il 25 marzo 2009 la Summit Entertainment, casa di produzione di Twilight, ingaggia Robert Pattinson per un nuovo progetto cinematografico: Remember Me, diretto da Allen Coulter. Riveste inoltre i panni del vampiro Edward Cullen nel terzo capitolo della saga di Twilight, Eclipse.
Nel febbraio del 2010 Pattinson diventa il protagonista del film biografico tratto dal romanzo di Guy de Maupassant intitolato Bel Ami - Storia di un seduttore accanto all'attrice statunitense Uma Thurman. Il film, uscito nel 2011, ha grande successo e Pattinson dimostra ai critici di essere un attore a tutto tondo. Prenderà parte anche alle riprese del film Come l'acqua per gli elefanti, accanto a Reese Witherspoon. La sceneggiatura è stata tratta dal libro omonimo della scrittrice Sara Gruen. Il film è diretto da Francis Lawrence. Tra il 2010 e il 2011 è protagonista del quarto film di Twilight Breaking Dawn - Parte 2.

#### Harry Potter
Il 2005 è l'anno della svolta per Pattinson; il regista di Harry Potter e il calice di fuoco, Mike Newell, lo sceglie per interpretare il ruolo di Cedric Diggory, uno dei maghi della scuola di magia e stregoneria di Hogwarts e compagno del protagonista Harry Potter nel rappresentare l'istituto nel Torneo Tremaghi, competizione scolastica che si svolge nell'arco dell'intera trama. Dopo aver letto nella sceneggiatura e nel libro la triste sorte che sarebbe toccata al suo personaggio, Pattinson rilasciò un'intervista in cui, riferendosi ai suoi colleghi Daniel Radcliffe, Rupert Grint ed Emma Watson, affermò:
(Pattinson intervistato da Evening Standard Magazine)
Il regista del film Mike Newell dichiarò che Pattinson era assolutamente l'attore adatto per interpretare Cedric Diggory, considerandolo «nato per quel ruolo, dato che possedeva l'eleganza tipica britannica e la faccia da bravo studente».

#### La saga diTwilight

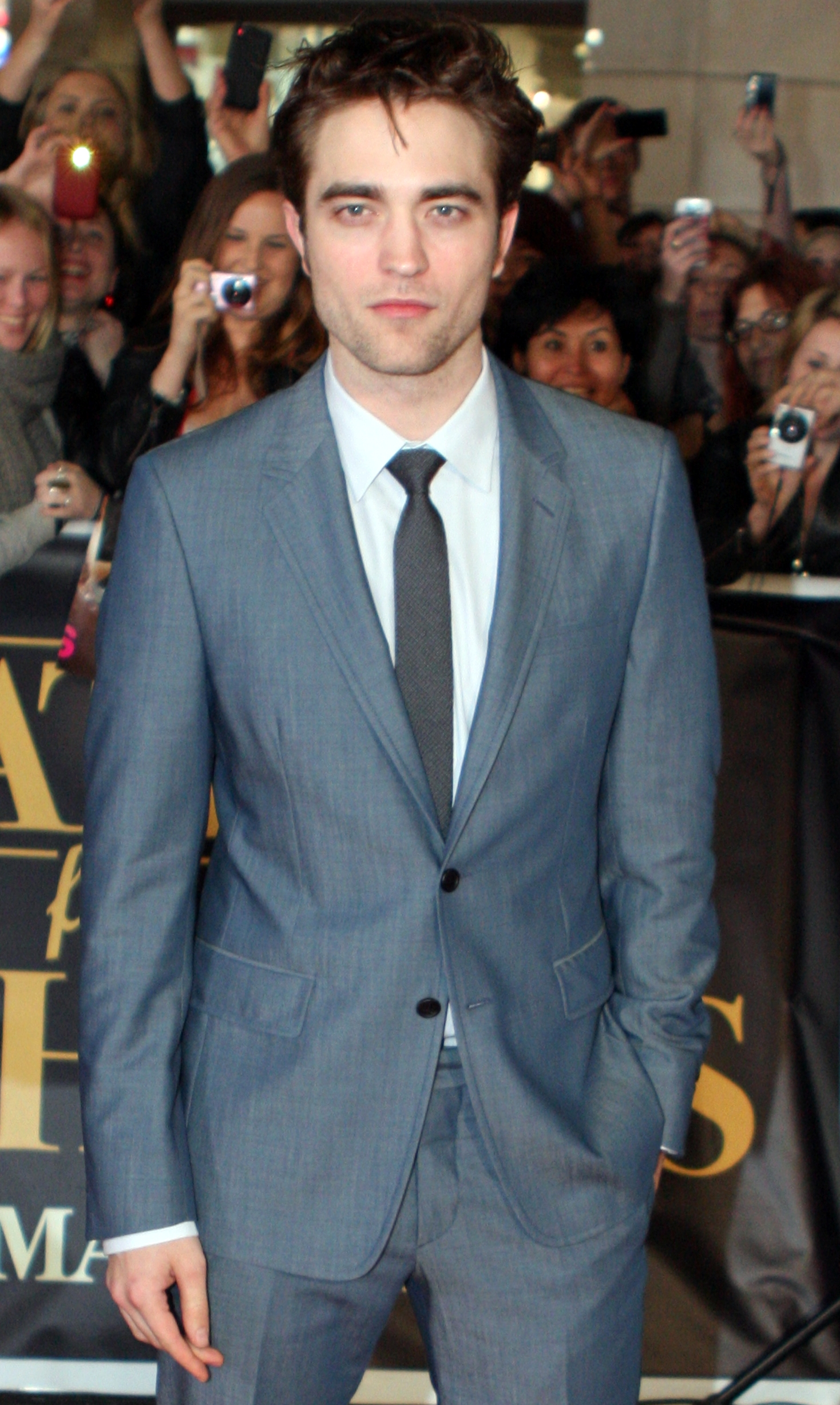
Robert Pattinson alla prima di Come l'acqua per gli elefanti (2011)

Nel luglio del 2007 si aprirono i casting per il ruolo di protagonista del film, Edward Cullen. La scrittrice Stephenie Meyer, autrice del romanzo da cui è stata tratta la saga, dichiarò che per il ruolo di Edward aveva in mente l'attore Henry Cavill, scartando però l'idea per una questione di età (Cavill, all'epoca della realizzazione del film, aveva 25 anni: sarebbe stato difficile farlo passare per un diciassettenne). Sul sito web ufficiale della scrittrice apparve una lista di probabili interpreti per quel ruolo, suggerito dai fan. Alcuni di questi erano: Hayden Christensen, Robert Pattinson, Orlando Bloom e Gerard Way. Per il ruolo di Edward vennero provinati circa cinquemila attori. Le prime scelte furono Henry Cavill, Jackson Rathbone, Ben Barnes, Shiloh Fernandez, Dustin Milligan e Dave Franco, i quali rifiutarono tutti per impegni precedenti o scarso interesse per il progetto, dando così spazio a Pattinson.
La regista del film propose di fare un provino a Pattinson, dopo aver visto una sua foto dell'interpretazione della pellicola La saga dei Nibelunghi e dopo una segnalazione del produttore della Summit Entertainment, Greg Mooradian, che lo aveva visto nel ruolo di Cedric Diggory in Harry Potter e il calice di fuoco. L'idea era quella di vederlo in azione accanto a Kristen Stewart, già scelta per interpretare il ruolo di Bella Swan.
La Hardwicke dichiarò che la chimica che si sentiva nella stanza fugò i dubbi sulla scelta del protagonista del film. Durante il provino era presente anche la Meyer che, vedendoli interagire, dichiarò in seguito: «Sono entusiasta che la scelta di Edward cada su Robert. Ci sono ben pochi attori che riescono ad avere lo sguardo pericoloso e affascinante allo stesso tempo, e ancor meno che posso immaginare nella mia testa come Edward. Robert Pattinson sarà sorprendente». Pattinson dichiarò che, nonostante la saga di Twilight fosse famosa in tutto il mondo, non aveva mai letto nemmeno un libro. Dopo l'ingaggio, si mise a leggerli. Per lo stesso motivo Stephenie Meyer concesse a Pattinson il privilegio di leggere in anteprima la storia di Twilight, dal punto di vista di Edward, dandogli il manoscritto di Midnight Sun, che gli avrebbe permesso di calarsi nel ruolo ancora più profondamente. Pattinson si prese un periodo di solitudine, tenendo un diario nel quale scriveva le varie sensazioni che leggere Midnight Sun gli aveva suscitato, per poter interagire ancora di più con l'anima solitaria e crepuscolare di Edward Cullen.

#### Dal 2011 a oggi
Nel corso del 2011 prende parte al progetto di David Cronenberg dal titolo Cosmopolis, pellicola tratta dall'omonimo romanzo di Don DeLillo, in cui interpreta un ricco e brillante giovane che controlla gli oscuri meccanismi dell'alta finanza. Pattinson è il protagonista accanto ad attori del calibro di Juliette Binoche e Paul Giamatti. Il film viene presentato in concorso al Festival di Cannes 2012, non ottenendo alcun riconoscimento. Esce il 25 maggio nelle sale dei cinema riscuotendo scarso successo. Nel 2013 viene scelto da Dior come volto della fragranza maschile Dior Homme Fragrance, contratto che gli frutterà un guadagno di 12 milioni di dollari. Nel 2014 recita nei film The Rover e Maps to the Stars.
Nel 2015 recita nella pellicola Life nel ruolo di Dennis Stock affiancato dall'attore Dane DeHaan. Ha recitato sia nel film Queen of the Desert insieme a James Franco, Nicole Kidman e Damian Lewis sia nella pellicola The Childhood of a Leader - L'infanzia di un capo. Nel 2016 entra nel cast del film Civiltà perduta.
Il 31 maggio 2019 viene ufficializzato da Warner Bros. che vestirà i panni del supereroe Batman nel film, intitolato The Batman, diretto da Matt Reeves, che esce nelle sale nel marzo 2022, dopo essere stato a lungo rimandato a causa della pandemia di COVID-19. Nel 2020 veste i panni di Neil come co-protagonista nel film Tenet diretto da Christopher Nolan.

## Vita privata
Nell'estate del 2009 Pattinson ha iniziato una relazione con la sua co-protagonista di The Twilight Saga, Kristen Stewart. Per molto tempo, i due hanno deciso di non parlare della loro vita privata e non hanno confermato esplicitamente una relazione, ma fotografie di stampa e resoconti di testimoni oculari hanno spinto l'attenzione dei media e le speculazioni dei fan. Tuttavia, la Stewart ha riconosciuto ufficialmente la sua relazione con Pattinson per la prima volta nel luglio 2012, quando Us Weekly ha pubblicato le foto della Stewart con il regista Rupert Sanders. Il giorno in cui sono state pubblicate le foto, Sanders, che aveva 19 anni più della Stewart, si è scusato in pubblico, così come Stewart tramite la rivista People. La Stewart e Pattinson si sono riconciliati nell'ottobre 2012, ma si sono definitivamente lasciati a maggio 2013.
Nel settembre 2014 Pattinson ha iniziato a frequentare la cantante FKA Twigs. La coppia si è separata nell'estate del 2017. Dal 2018 è legato sentimentalmente all'attrice, cantante e modella Suki Waterhouse. Nel 2024 nasce la prima figlia della coppia.

## Filmografia

### Cinema
- La fiera della vanità (Vanity Fair), regia di Mira Nair (2004) - non accreditato
- Harry Potter e il calice di fuoco (Harry Potter and the Goblet of Fire), regia di Mike Newell (2005)
- Come solo tu sei (How To Be), regia di Oliver Irving (2008)
- Little Ashes, regia di Paul Morrison (2008)
- Twilight, regia di Catherine Hardwicke (2008) – Edward Cullen
- The Twilight Saga: New Moon, regia di Chris Weitz (2009) – Edward Cullen
- Remember Me, regia di Allen Coulter (2010)
- The Twilight Saga: Eclipse, regia di David Slade (2010) – Edward Cullen
- Love & Distrust, di registi vari (2010)
- Come l'acqua per gli elefanti (Water for Elephants), regia di Francis Lawrence (2011)
- The Twilight Saga: Breaking Dawn - Parte 1 (The Twilight Saga: Breaking Dawn - Part 1), regia di Bill Condon (2011) – Edward Cullen
- Bel Ami - Storia di un seduttore (Bel Ami), regia di Declan Donnellan e Nick Ormerod (2012)
- Cosmopolis, regia di David Cronenberg (2012)
- The Twilight Saga: Breaking Dawn - Parte 2 (The Twilight Saga: Breaking Dawn - Part 2), regia di Bill Condon (2012) – Edward Cullen
- The Rover, regia di David Michôd (2014)
- Maps to the Stars, regia di David Cronenberg (2014)
- Queen of the Desert, regia di Werner Herzog (2015)
- Life, regia di Anton Corbijn (2015)
- The Childhood of a Leader - L'infanzia di un capo (The Childhood of a Leader), regia di Brady Corbet (2015)
- Civiltà perduta (The Lost City of Z), regia di James Gray (2016)
- Good Time, regia di Josh e Benny Safdie (2017)
- Damsel regia di David e Nathan Zellner (2018)
- High Life, regia di Claire Denis (2018)
- The Lighthouse, regia di Robert Eggers (2019)
- Il re (The King), regia di David Michôd (2019)
- Waiting for the Barbarians, regia di Ciro Guerra (2019)
- Tenet, regia di Christopher Nolan (2020)
- Le strade del male (The Devil All the Time), regia di Antonio Campos (2020)
- The Batman, regia di Matt Reeves (2022) – Bruce Wayne / Batman
- Mickey 17, regia di Bong Joon-ho (2025)
- Die My Love, regia di Lynne Ramsay (2025)

### Televisione
- La saga dei Nibelunghi (Ring of the Nibelungs), regia di Uli Edel – film TV (2004)
- The Haunted Airman, regia di Chris Durlacher – film TV (2006)
- The Bad Mother's Handbook, regia di Robin Shepperd – film TV (2007)

### Doppiatore
- Il ragazzo e l'airone (Kimi-tachi wa dō ikiru ka), regia di Hayao Miyazaki (2023)[24]

### Cortometraggi
- The Summer House, regia di Daisy Gili (2009)
- Feature Performer Reese Witherspoon (2011)
- Fear & Shame, regia di Vikram Gandhi (2017)
- The Pure and the Damned, regia di Josh e Benny Safdie - videoclip dei Oneohtrix Point Never e Iggy Pop (2017)

### Spot televisivi
- Dior: 1000 Lives - Dior Homme, regia di Romain Gavras (2013)
- Dior: Dior Homme Intense City, regia di Frédéric Sofiyana (2016)
- Dior: I'm your Man - Dior Homme, regia di Jonathan Alric (2020)

## Riconoscimenti
- AACTA Award
  - 2015 – Candidatura al miglior attore non protagonista per The Rover
- Empire Awards
  - 2009 – Candidatura al migliore attore emergente[25]
- Hollywood Film Festival
  - 2008 – Miglior attore emergente[26]
- Festival Internazionale di Strasburgo
  - 2008 – Miglior attore protagonista per Come solo tu sei
- Scream Award
  - 2009 – Miglior attore fantasy per Twilight
  - 2009 – Candidatura al performance rivelazione maschile per Twilight
  - 2010 – Miglior attore fantasy per The Twilight Saga: Eclipse
- MTV Movie Awards
  - 2009 – Migliore performance rivelazione maschile per Twilight[27]
  - 2009 – Miglior bacio (con Kristen Stewart) per Twilight[27]
  - 2009 – Miglior combattimento (con Cam Gigandet) per Twilight[27]
  - 2010 – Migliore performance maschile per The Twilight Saga: New Moon[28]
  - 2010 – Miglior bacio (con Kristen Stewart) per The Twilight Saga: New Moon[28]
  - 2010 – Global Superstar[29]
  - 2011 – Migliore performance maschile per The Twilight Saga: Eclipse[30]
  - 2011 – Miglior combattimento (con Xavier Samuel e Bryce Dallas Howard) per The Twilight Saga: Eclipse[30]
  - 2011 – Miglior bacio (con Kristen Stewart) per The Twilight Saga: Eclipse[31]
  - 2012 – Miglior bacio (con Kristen Stewart) per The Twilight Saga: Breaking Dawn - Parte 1[32]
  - 2022 – Candidatura alla miglior performance in un film per The Batman[33]
  - 2022 – Candidatura al miglior bacio (con Zoë Kravitz) per The Batman[33]
- Teen Choice Awards
  - 2009 – Miglior attore in un film drammatico per Twilight
  - 2010 – Miglior attore in un film drammatico per Remember Me
  - 2010 – Star estiva maschile per The Twilight Saga: Eclipse
  - 2010 – Miglior bacio (con Kristen Stewart) per The Twilight Saga: New Moon
  - 2010 – Miglior coppia (con Kristen Stewart) per The Twilight Saga: New Moon
  - 2011 – Miglior attore in un film drammatico per Come l'acqua per gli elefanti
  - 2011 – Miglior vampiro per la saga di Twilight
- People's Choice Awards
  - 2011 – Candidatura all'attore preferito
  - 2011 – Cast preferito dal pubblico (con Kristen Stewart e Taylor Lautner) per The Twilight Saga: Eclipse
  - 2011 – Candidatura alla star under 25 preferita dal pubblico
- Razzie Awards
  - 2009 – Candidatura al peggior attore non protagonista per The Twilight Saga: New Moon[34]
  - 2009 – Candidatura alla peggior coppia sullo schermo (con Kristen Stewart e Taylor Lautner) per The Twilight Saga: New Moon[35]
  - 2010 – Candidatura al peggior attore protagonista per i film The Twilight Saga: Eclipse e Remember Me[36]
  - 2010 – Candidatura alla peggior coppia sullo schermo (con Kristen Stewart e Taylor Lautner) per The Twilight Saga: Eclipse[37]
  - 2012 – Candidatura alla peggior coppia sullo schermo (con Kristen Stewart e Taylor Lautner) per The Twilight Saga: Breaking Dawn – Parte 1[38]
  - 2012 – Candidatura al peggior cast d'insieme assieme a tutto il cast del film The Twilight Saga: Breaking Dawn – Parte 1[38]
  - 2013 – Candidatura al peggior attore protagonista per The Twilight Saga: Breaking Dawn - Parte 2[39]
  - 2013 – Peggior cast d'insieme assieme a tutto il cast del film The Twilight Saga: Breaking Dawn – Parte 2[39]
  - 2013 – Candidatura alla peggior coppia sullo schermo (con Kristen Stewart) per The Twilight Saga: Breaking Dawn – Parte 2[39]
- Rembrandt Awards
  - 2012 – Candidatura al miglior attore internazionale per Come l'acqua per gli elefanti
- Evening Standard British Film Awards
  - 2017 – Candidatura al miglior attore per Good Time
- Gotham Independent Film Awards
  - 2017 – Candidatura al miglior attore protagonista per Good Time
- San Diego Film Critics Society Awards
  - 2017 – Candidatura al miglior attore per Good Time
- Independent Spirit Awards
  - 2018 – Candidatura al miglior attore protagonista per Good Time
  - 2020 – Candidatura al miglior attore protagonista per The Lighthouse
- London Critics Circle Film Awards
  - 2020 – Miglior attore britannico per Il re e per The Lighthouse
- Satellite Award
  - 2018 – Candidatura al miglior attore per Good Time
- Virgin Media Movie Awards
  - 2011 – Peggior coppia (con Kristen Stewart)[40]

## Doppiatori italiani
Nelle versioni in italiano delle opere in cui ha recitato, Robert Pattinson è stato doppiato da:
- Stefano Crescentini in The Haunted Airman, Come solo tu sei, Twilight, The Twilight Saga: New Moon, Remember Me, The Twilight Saga: Eclipse, Come l'acqua per gli elefanti, The Twilight Saga: Breaking Dawn - Parte 1, Bel Ami - Storia di un seduttore, Cosmopolis, The Twilight Saga: Breaking Dawn - Parte 2, The Rover, Maps to the Stars, Queen of the Desert, Life, Civiltà perduta, Good Time, High Life, The Lighthouse, Il re, Tenet, Le strade del male, The Batman, Mickey 17
- Simone Crisari ne La saga dei Nibelunghi
- David Chevalier in Harry Potter e il calice di fuoco
- Emiliano Baldari in The Childhood of a Leader - L'infanzia di un capo
- Massimo Triggiani in Waiting for the Barbarians
- Alessandro Tiberi ne La saga dei Nibelunghi (ridoppiaggio)